# Canon EOS 4000D
Canon EOS 4000D (название в Северной Америке — EOS Rebel T100) — зеркальная фотокамера начального уровня от компании Canon, представленная 25 февраля 2018 года и оптимизированная для достижения очень низкой розничной цены. Он заменяет EOS 1300D в том смысле, что это Canon DSLR с самой низкой рекомендованной розничной ценой. Фотоаппарат имеет матрицу с кроп-фактором 1,6 и позволяет использовать предназначенные для матриц такого размера объективы EF-S.

## Особенности
- CMOS-матрица типа APS-C с эффективным количеством пикселей 18,0 млн
- 9 точек автофокусировки с 1 крестообразной точкой в центре при f / 5,6, дополнительная чувствительность при f / 2,8 или выше (кроме случаев, когда объектив EF 28-80 мм f / 2,8-4L USM или компактный макрообъектив EF 50 мм f / 2,5 прилагается)
- Чувствительность ISO 100 — 6400 (с возможностью расширения до 12800)
- 95 % охват кадра видоискателя с увеличением 0,8х
- Запись видео в формате Full HD 1080p в 24p, 25p (25 кадров/сек.) и 30p (29,97 кадров/сек.) с синхронизацией по кадрам (до размера файла в 4 Гб, это примерно 12 минут непрерывной видеозаписи.)
- Запись видео в формате 720p HD при 60p (59,94 кадров/сек.) и 50p (50 кадров/сек.)
- 3,0 кадра в секунду при непрерывной съемке
- 2,7-дюймовый (68,6 мм) цветной TFT ЖК-экран с соотношением сторон 4:3
- Фильтр нижних частот
- Отсутствует X-синхроконтакт на горячем башмаке (можно использовать только фотовспышки E-TTL)

Отличия от 1300D:
- Более низкое разрешение экрана: 2,7-дюймовый экран с 320×240 пикселей (разрешение дисплея 1300D примерно в четыре раза выше с 640 × 480 пикселей при 3,0 ″)
- Нет связи NFC
- Пластиковое крепление объектива (все другие камеры Canon DSLR имеют металлическое крепление объектива[4])
- Не имеет центрального контакта на горячем башмаке, поэтому, по заявлению производителя, работает только с фирменными вспышками TTL. Тем не менее компания Godox в обновленной версии прошивок для своих вспышек и радиосинхронизаторов добавила поддержку камеры Canon EOS 4000D в режиме e-TTL.